# Martin Agnarsson
Martin Agnarsson, né le 7 décembre 2003 à Tórshavn, est un footballeur international féroïen qui évolue au poste d'arrière gauche au Aarhus Fremad.

## Biographie

### Carrière en club
Né à Tórshavn aux Îles Féroé, Martin Agnarsson est formé par le B36 Tórshavn, où il joue dans le championnat ilien, avant de rejoindre le Viborg FF au Danemark à l'été 2022,. Il joue son premier match avec l'équipe première du club le 19 octobre 2022.

### Carrière en sélection
En novembre 2022, Martin Agnarsson est convoqué pour la première fois avec l'équipe nationale des îles Féroé. Il honore sa première sélection le 19 novembre 2022, lors d'un match amical contre le Kosovo. IL entre en jeu alors que son équipe arrache le match nul 1-1 à l'extérieur,,.